# Galloperdix lunulata
El faisancillo moteado (Galloperdix lunulata) es una especie de ave galliforme de la familia Phasianidae endémica de la India. Los machos tienen el plumaje de las partes superiores castaño densamente moteado en blanco, a diferencia de las hembras, que son de tonos menos intensos y carecen de las motas. Los machos tienen de dos a cuatro espolones mientras que las hembras pueden tener solo uno o dos en sus tarsos. Se encuentra principalmente en hábitats forestales rocosos y con matorral, a diferencia del faisancillo rojo. Suele estar en el sotobosque en parejas o pequeños grupos, y cuando se asusta sale corriendo y rara vez emprendie el vuelo.

## Descripción
El plumaje del macho es castaño en las partes superiores, más rojizo en el manto, obispillo y flancos, salpicado densamente con motas blancas con borde negro. Sus partes inferiores son de color ocre moteadas en negro y sus réctrices negras, mientras que su cabeza y cuello son negros con un fino moteado blanco y brillo verde. La hembra es de tonos más apagados salvo el píleo y coberteras auriculares que también solo son castaños rojizos. Su garganta es clara y moteada pero carece del moteado del resto del cuerpo de los machos. Su pico y patas son de color gris oscuro, y tiene de dos a cuatro espolones en el tarso en el caso de los machos, mientras que las hembras solo pueden tener de uno a dos. Con frecuencia lleva la cola alzada. Se diferencia del faisancillo rojo en que no tiene carúncula facial.

## Distribución y hábitat
El faisancillo moteado se encuentra en los montes rocosos y zonas de bosque seco del sur de la India y algunas de las montañas Aravalli de Rajastán, los montes de la India central (Pachmarhi). También se han observado en la región de Nallamalai de los Ghats orientales de Andhra Pradesh. Hábitats más secos que los del faisancillo rojo. En gran parte del sur de la india comparte hábitat con el bulbul gorgigualdo.

## Comportamiento y ecología

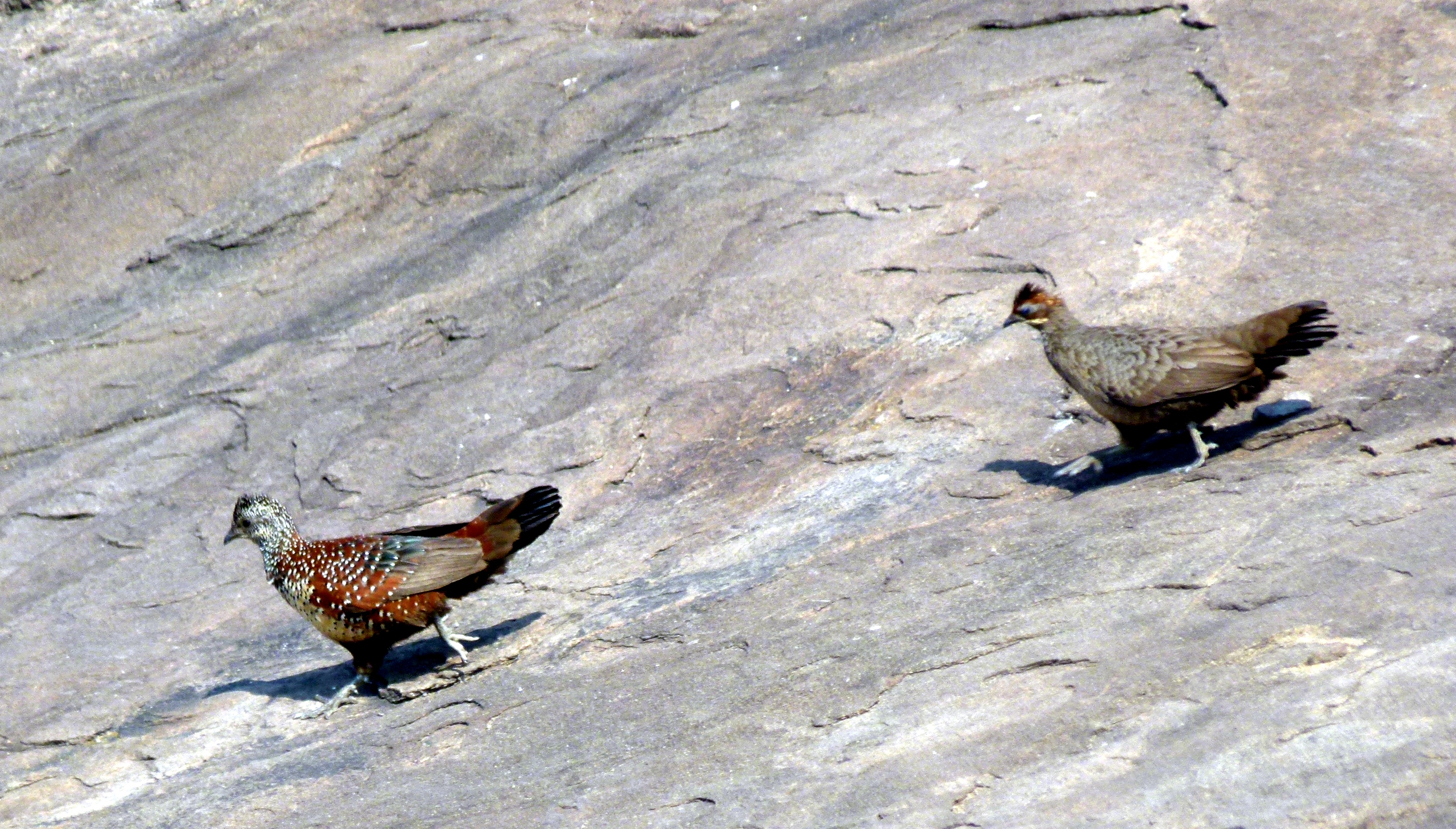
Macho (izq.) y hembra (dcha.).

El faisancillo moteado suele encontrarse en parejas o pequeños grupos familiares de hasta seis individuos, y tiende a estar entre el sotobosque y rara vez emprende el vuelo. Su canto consiste en series repetidas de tipo chuguk. Se alimenta de frutos (como los de Ziziphus oenoplia y Lantana camara) además de insectos y flores (Madhuca longifolia); y visita las charcas por la mañana temprano. Su época de cría es de enero a junio (principalmente en febrero, aunque se han observado pollos en agosto, tras las lluvias, en algunas partes de Rajastán). Durante el cortejo el macho ofrece alimento a la hembra. Se cree que como los demás miembros del género es monógamo. Su nido consiste en un pequeño hoyo en el suelo forrado de hojas, y con frecuencia situado tras una roca. Su puesta suele constar de tres a cuatro huevos, raramente cinco, que son de color crema claro. Solo las hembras incuban los huevos, pero ambos progenitores cuidan de los pollos. Suelen hacer uso de exhibiciones de distracción para alejar a los depredadores de los pollos.